# Fatma Begum
Fatma Begum (ur. 1892 w Indiach, zm. 1983) – indyjska aktorka, scenografka, reżyserka, uważana za pierwszą reżyserkę w indyjskim kinie.

## Życie prywatne
Przyszła na świat w muzułmańskiej rodzinie mówiącej w języku urdu. Prawdopodobnie była żoną Nawaba Sidi Ibrahima Muhammada Jakuta Khana III ze stanu Saćin, ale brakuje wzmianki o małżeństwie w aktach narodzin jej dzieci. Urodziła trzy córki – wszystkie zrobiły karierę w przemyśle filmowym (Zubeida, Sultana i Shehzadi). Nawab nie uznał dzieci.
Była babcią Humayuna Dhanrajgira i Durreshahwary Dhanrajgir (dzieci Zubeidy i maharadży Narsingira Dhanrajgira z Hajdarabadu) oraz aktorki Jamili Razzaq (córki Sultany i Setha Razaaqa, wybitnego przedsiębiorcy z Karaczi). Była także prababką modelki i aktorki Rhei Pillai.

## Kariera
Rozpoczęła karierę w teatrze w języku urdu i gudźarackim. Później zadebiutowała w niemym filmie Ardeshira Iraniego pt. Veer Abhimanyu (1922). Stała się supergwiazdą.
W 1926 założyła wytwórnię Fatma Films, od 1928 znaną jako Victoria-Fatima Films. Była pionierką kina fantasy: wykorzystywała sztuczki fotograficzne, aby uzyskać efekty specjalne. Jako aktorka występowała w produkcjach Kohinoor Studios i Imperial Studios. Pisała scenariusze, reżyserowała, grała w filmach tworzonych w Fatma Films.
Filmem Bulbul-e-Paristan z 1926 zadebiutowała jako kobieta reżyserka w kinie indyjskim. Nie zachowały się żadne kopie filmu. Ta wysokobudżetowa produkcja była opisywana jako film fantasy z wieloma efektami specjalnymi. Fatma pracowała dla Kohinoor Studios i Imperial Studios aż do 1938. Wtedy wystąpiła w ostatnim filmie – Duniya Kya Hai?. Ostatnim filmem, który wyreżyserowała, była Goddess of Luck z 1929.